# ایران در مسابقات جهانی دو و میدانی ۲۰۱۹
ایران در مسابقات جهانی دو و میدانی ۲۰۱۹ که از ۲۷ سپتامبر تا ۶ اکتبر ۲۰۱۹ (۱۵–۵ مهر ۱۳۹۸) در دوحه، قطر برگزار شد، شرکت کرد. تیمی متشکل از ۳ نفر نمایندگان ایران در این رقابت‌ها بودند.

## نتایج
| راهنما: | Q | واجد شرایط صعود | SB | بهترین رکورد فصل (سال) شخص | NM | بدون امتیاز. | DNS | شروع نکرد. | DNF | تمام نکرد. | DQ | رد صلاحیت شده‌است. |

### رویدادهای دو و جاده‌ای
| ورزشکار      | رویداد         | گروهی | گروهی | نیمه‌نهایی  | نیمه‌نهایی  | نهایی      | نهایی      |
| ورزشکار      | رویداد         | زمان  | رتبه  | زمان       | رتبه       | زمان       | رتبه       |
| ------------ | -------------- | ----- | ----- | ---------- | ---------- | ---------- | ---------- |
| حسن تفتیان   | ۱۰۰ متر        | ۱۰٫۲۴ | ۵     | صعود نکرد. | صعود نکرد. | صعود نکرد. | صعود نکرد. |
| مهدی پیرجهان | ۴۰۰ متر بامانع | ۵۰٫۴۶ | ۷     | صعود نکرد. | صعود نکرد. | صعود نکرد. | صعود نکرد. |

### رویدادهای میدانی
| ورزشکار     | رویداد     | مقدماتی | مقدماتی | نهایی  | نهایی |
| ورزشکار     | رویداد     | امتیاز  | رتبه    | امتیاز | رتبه  |
| ----------- | ---------- | ------- | ------- | ------ | ----- |
| احسان حدادی | پرتاب دیسک | ۶۴٫۸۴   | ۳ Q     | ۶۵٫۱۶  | ۷     |